# Syntrichia berthoana
Syntrichia berthoana là một loài rêu trong họ Pottiaceae. Loài này được (Thér.) M. T. Gallego & M.J. Cano mô tả khoa học đầu tiên.